# Abdullah Gül
Abdullah Gül GColIH (Kayseri, 29 de outubro de 1950) é um político turco, que foi o 11.º presidente de seu país, exercendo o mandato de 28 de agosto de 2007 a 28 de agosto de 2014. Anteriormente foi primeiro-ministro durante cinco meses (2002-2003) e ministro da Relações Exteriores de 2003 a 2007.
A 10 de maio de 2009 foi agraciado com o Grande-Colar da Ordem do Infante D. Henrique de Portugal.